# Niels Albert CX
Niels Albert CX is een veldrit in het Belgische Boom die vanaf 2015 wordt verreden. De wedstrijd is vernoemd naar de tweevoudig wereldkampioen veldrijden Niels Albert. Het parkoers ligt in De Schorre, een provinciaal recreatiedomein uitgebaat door de provincie Antwerpen. In 2017 nam de cross de plaats over van de GP Région Wallonne (verreden op het Circuit Spa-Francorchamps) in de Superprestige veldrijden.
In 2024 werd er geen cross georganiseerd. Vanaf het seizoen 2024/2025 heeft de UCI vier beschermde wereldbeker weekend ingevoerd, waarin naast de wereldbekerwedstrijd, geen andere internationale crossen georganiseerd mogen worden. Boom viel in zo’n ‘beschermd weekend' en kon geen andere datum vinden.

## Erelijst

### Mannen elite
| Datum      | Klassement    | Cat. | Winnaar              | Tweede                 | Derde             |
| ---------- | ------------- | ---- | -------------------- | ---------------------- | ----------------- |
| 02/12/2023 | Superprestige | C1   | Joris Nieuwenhuis    | Cameron Mason          | Eli Iserbyt       |
| 03/12/2022 | Superprestige | C1   | Tom Pidcock          | Lars van der Haar      | Eli Iserbyt       |
| 04/12/2021 | Superprestige | C2   | Wout van Aert        | Toon Aerts             | Lars van der Haar |
| 06/12/2020 | Superprestige | C2   | Eli Iserbyt          | Michael Vanthourenhout | Toon Aerts        |
| 19/10/2019 | Superprestige | C2   | Toon Aerts           | Quinten Hermans        | Tom Pidcock       |
| 20/10/2018 | Superprestige | C2   | Mathieu van der Poel | Toon Aerts             | Gianni Vermeersch |
| 21/10/2017 | Superprestige | C2   | Wout van Aert        | Laurens Sweeck         | Lars van der Haar |
| 22/10/2016 | Losse cross   | C2   | Wout van Aert        | Mathieu van der Poel   | Wietse Bosmans    |
| 31/10/2015 | Losse cross   | C2   | Lars van der Haar    | Wout van Aert          | Sven Nys          |

### Vrouwen elite
| Datum      | Klassement    | Cat. | Winnaar             | Tweede                     | Derde              |
| ---------- | ------------- | ---- | ------------------- | -------------------------- | ------------------ |
| 02/12/2022 | Superprestige | C1   | Fem van Empel       | Puck Pieterse              | Annemarie Worst    |
| 03/12/2022 | Superprestige | C1   | Aniek van Alphen    | Denise Betsema             | Shirin van Anrooij |
| 04/12/2021 | Superprestige | C2   | Lucinda Brand       | Inge van der Heijden       | Denise Betsema     |
| 06/12/2020 | Superprestige | C2   | Lucinda Brand       | Ceylin del Carmen Alvarado | Denise Betsema     |
| 19/10/2019 | Superprestige | C2   | Alice Maria Arzuffi | Eva Lechner                | Sanne Cant         |
| 20/10/2018 | Superprestige | C2   | Kim Van de Steene   | Alice Maria Arzuffi        | Sanne Cant         |
| 21/10/2017 | Superprestige | C2   | Maud Kaptheijns     | Sanne Cant                 | Annemarie Worst    |
| 22/10/2016 | Losse cross   | C2   | Jolien Verschueren  | Ellen Van Loy              | Rebecca Fahringer  |
| 31/10/2015 | Losse cross   | C2   | Ellen Van Loy       | Maud Kaptheijns            | Loes Sels          |